# Xixerella
Xixerella is een dorpje in de Andorrese parochie La Massana. Het dorp, dat niet het statuut van quart heeft, ligt op de linkeroever van de Riu de Pal, tussen Pal en Erts. 
Voor het toerisme is Xixerella met name van belang door zijn camping en golfterrein met 18 holes, aan de rivier gelegen. In de bossen ten noordwesten van het plaatsje ligt een jachtgebied, in het Catalaans vedat de caça de Xixerella geheten.

Quarts: Anyós · Arinsal · Erts · L'Aldosa de la Massana · La Massana · Pal · Sispony

Andere kernen: El Pui · Escàs · Mas de Ribafeta · Puiol del Piu · Xixerella